# Pandanus butayei
Pandanus butayei là một loài thực vật có hoa trong họ Dứa dại. Loài này được De Wild. miêu tả khoa học đầu tiên năm 1900.